# Gele oker

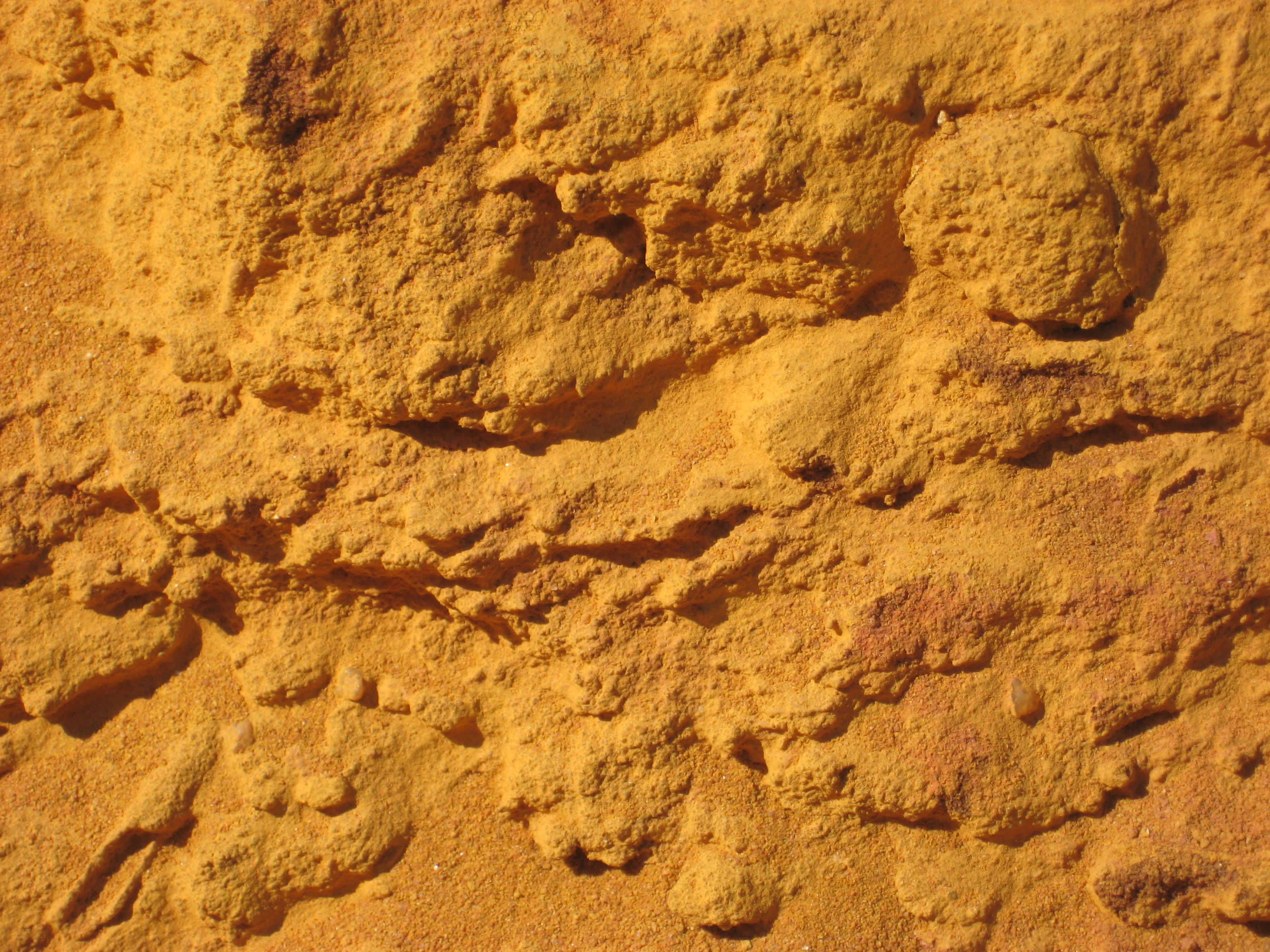
Gele oker

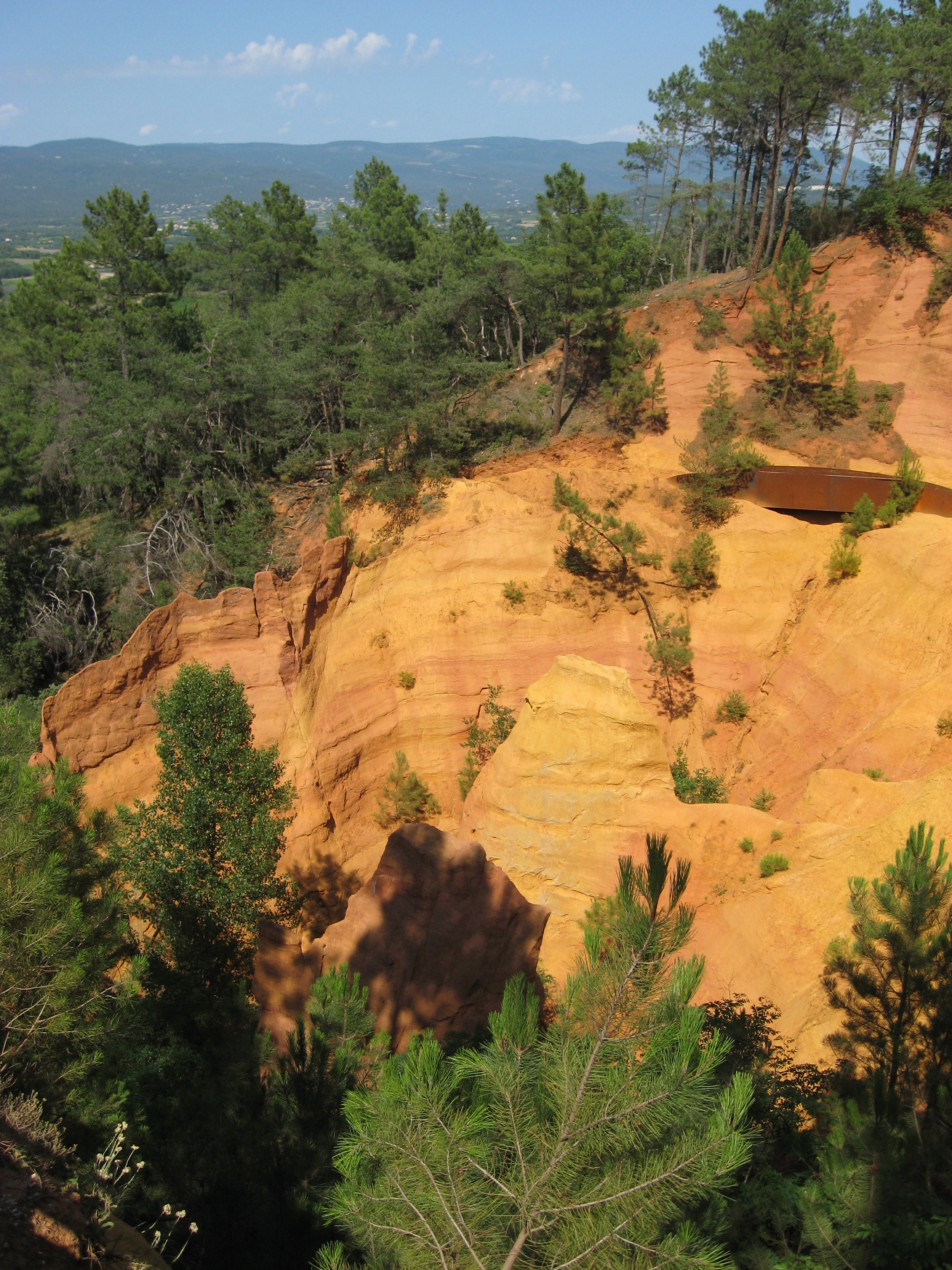
Okergroeve bij Roussillon

Gele oker is een geel pigment. Het pigment behoort tot de aardkleuren. De kleur is afkomstig van gehydrateerd ijzer(III)oxide, Fe2O3.H2O. De kleur kan worden omschreven als dof goud, of bruingeel. Oker, ook wel oxidegeel genoemd, kan synthetisch bereid worden uit ijzer(III)chloride en calciumhydroxide. Als gele oker verhit wordt verdwijnt het water eruit, en ontstaat rode oker. Het woord oker stamt van het Griekse woord ochros dat geelachtig betekent.
Het natuurlijke mineraal bestaat uit silicium en klei, maar dankt zijn kleur aan het genoemde ijzeroxide. Het komt over de gehele wereld in verschillende kleurschakeringen voor, vanaf geel tot bruin en zelfs zwak blauwachtig. 
Het pigment is goed dekkend en uitstekend lichtecht in alle schildertechnieken. In olieverf is oker een snel drogende kleur en is daarom nuttig bij gebruik als onderschildering. De gele kleur van een onderschildering met oker zal door het hele schilderij heen schemeren en het een bepaalde warmte geven.

## Herkomst
Rode en gele oker worden op veel plaatsen gewonnen, zo ook aan het aardoppervlak in Minas Gerais in Brazilië en in het binnenland van Suriname. In de Amerikaanse staat Virginia wordt oker in open mijnen met de hand opgeraapt. In de omgeving van de Franse plaats Rousillon wordt veel oker in de bodem aangetroffen. In Australië wordt oker gevonden, waar de Aboriginals het gebruikten om hun lichaam te kleuren. Ook in Nederland treft men wel okerkleurige grond aan. Het is dan ook een pigment dat sinds de oudheid in schilderkunst wordt gebruikt. In de prehistorie werd het gebruikt voor grotschilderingen. Limoniet is een mineraal dat een belangrijke bron is van gele oker. In de moderne verfindustrie is de natuurlijke gele oker vervangen door Marsgeel, een synthetisch ijzeroxide.

## Verfstoffen
De kleisoorten die voor de bereiding van okers gebruikt worden, zijn op verschillende plaatsen aangetroffen en hebben daardoor ook verschillende tinten. De kleuren lopen uiteen en dragen allerlei benamingen, zoals: goud-oker, lichte oker, rode oker, bruine oker. Door verhitting kunnen nog tal van andere kleuren worden verkregen (gebrande oker), die min of meer naar het roodbruin neigen. Ook Keulse aarde, van Dijckbruin, Brabants oker en de ombers behoren tot de okersoorten. Het gaat in het algemeen om halftransparante tot dekkende pigmenten die goed drogen en zich zonder ongewenste chemische reacties laten mengen met andere pigmenten.